# モンサンポーロ・デル・トロント
モンサンポーロ・デル・トロント（伊: Monsampolo del Tronto）は、イタリア共和国マルケ州アスコリ・ピチェーノ県にある、人口約4,400人の基礎自治体（コムーネ）。

## 地理

### 位置・広がり
アスコリ・ピチェーノ県のコムーネ。トロント川河口のポルト・ダスコリから西へ5km、サン・ベネデット・デル・トロントから南西へ10km、県都アスコリ・ピチェーノから東北東へ18kmの距離にある。
町域の南をトロント川が流れており、対岸はテーラモ県（アブルッツォ州）である。

#### 隣接コムーネ
隣接するコムーネは以下の通り。括弧内のTEはテーラモ県所属を示す。
- アックアヴィーヴァ・ピチェーナ - 北
- モンテプランドーネ - 東
- コントログエッラ (TE) - 南
- スピネートリ - 西
- カストラーノ - 北西
- オッフィダ - 北西

### 気候分類・地震分類
モンサンポーロ・デル・トロントにおけるイタリアの気候分類 (it) および度日は、zona D, 1514 GGである。
また、イタリアの地震リスク階級 (it) では、zona 2 (sismicità media) に分類される。